# Alte Meierei (Herzbroich)

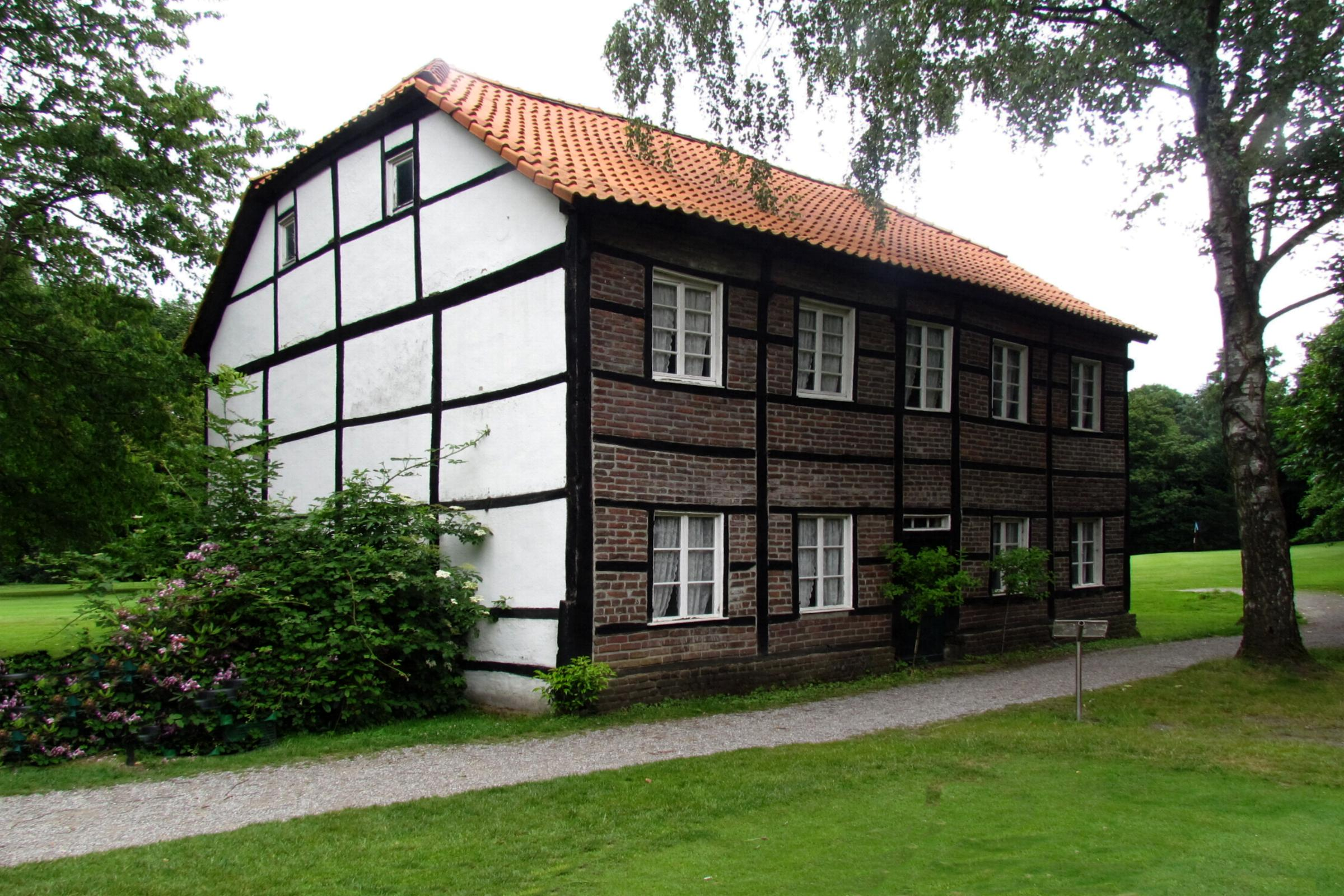
Alte Meierei

Die Alte Meierei steht im Stadtteil Herzbroich in Korschenbroich  im Rhein-Kreis Neuss in Nordrhein-Westfalen, Myllendonker Straße 112.
Das Gebäude wurde um 1800 erbaut und unter Nr. 019 am 22. August 1985 in die Liste der Baudenkmäler in Korschenbroich eingetragen.

## Architektur
Es handelt sich um einen kleinen zweiflügeligen Fachwerkhof. Das Wohnhaus ist zweigeschossig in fünf Achsen mit Krüppelwalmdach, auf der Giebelseite im oberen Teil teilweise rau verputzt.